# Liesing (Wien)
Liesing ( [ˈliːzɪŋ] ?) er den 23. af Wiens 23 bydele (bezirke).
48°08′16″N 16°17′04″Ø / 48.1378°N 16.2844°Ø